# Rondibilis lineaticollis
Rondibilis lineaticollis là một loài bọ cánh cứng trong họ Cerambycidae.